# Lemvig Sogn
Lemvig Sogn er et sogn i Lemvig Provsti (Viborg Stift).
I 1800-tallet var Nørlem Sogn, der hørte til Skodborg Herred i Ringkøbing Amt, anneks til Lemvig Sogn, der lå i Lemvig købstad og  geografisk også lå i Skodborg Herred. Nørlem blev inden kommunalreformen i 1970 indlemmet i købstaden, som ved selve reformen blev kernen i Lemvig Kommune.
I Lemvig Sogn ligger Lemvig Kirke og Heldum Kirke.
1. december 2024 blev Heldum Sogn indlemmet i Lemvig Sogn.
I sognet findes følgende autoriserede stednavne:
- Lemvig (bebyggelse)

- Lemvig Kirke
- Heldum Kirke